# 克拉斯诺戈罗茨克
克拉斯诺戈罗茨克（羅馬化：Krasnogorodsk）是俄罗斯普斯科夫州的市级镇、克拉斯诺戈罗茨克区行政中心及规模最大聚居地，地处普斯科夫州西部，位于韦利卡亚河一支流锡尼亚亚河畔，在州府普斯科夫南偏西方。距离较近的火车站有西北的佩塔洛沃站。
该地2022年人口有3,465人；2010年人口3,870；2002年人口4,694；1989年人口5,194。